# II liga polska w piłce ręcznej mężczyzn
II liga polska w piłce ręcznej mężczyzn – czwarta w hierarchii klasa rozgrywek ligowych piłki ręcznej mężczyzn w Polsce na szczeblu centralnym. Jej organizatorem jest Związek Piłki Ręcznej w Polsce. Podmiotami bezpośrednio prowadzącymi rywalizację w grupach są wojewódzkie związki piłki ręcznej (WZPR). Obowiązującym systemem rozgrywek jest system dwurundowy („każdy z każdym”, mecz i rewanż).
Rozgrywki II ligi odbywają się w czterech grupach, prowadzonych przez: Dolnośląski WZPR (gr. I), Pomorski WZPR (gr. II), Warszawsko-Mazowiecki WZPR (gr. III) i Śląski WZPR (gr. IV). W sezonie 2023/2024 w drugoligowej rywalizacji bierze udział 41 drużyn.
Drużyny, które w swojej grupie zajęły 1. miejsce, otrzymują bezpośredni awans do I ligi. Zespołom, które uplasowały się na 2. pozycji, przysługuje prawo udziału w dwustopniowych rozgrywkach barażowych – w pierwszej rundzie między sobą (w parach), w drugiej – z zespołami I ligi.
W sezonie 2014/2015 poszczególne grupy II ligi wygrały: Moto-Jelcz Oława, MKS Grudziądz, Wisła II Płock i MOSiR Bochnia, które uzyskały bezpośredni awans do I ligi. Do rozgrywek barażowych II stopnia (meczów z drużynami I ligi) awansowały ASPR Zawadzkie i MKS Wieluń. Pierwszy z tych zespołów został pokonany przez MTS Chrzanów (24:17; 23:31), a drugi przegrał z Realem Astromal Leszno (23:33; 30:34).

## Uczestnicy

### Sezon 2023/2024[3]
| II liga polska w piłce ręcznej mężczyzn w sezonie 2023/2024 | | | |
| Grupa I Dolnośląski WZPR | Grupa II Pomorski WZPR | Grupa III Warszawsko-Mazowiecki WZPR | Grupa IV Śląski WZPR |
| - LKS PR OSiR Komprachcice - UKS Hagard Strzałkowo - Szczypiorniak Bank Spółdzielczy Gniezno - UKS Bachus Zielona Góra - SPR Włoszakowice - KS SPR SLV GROUP Oleśnica - KS Gwardia II Opole - UKS Spartakus Buk - Acana Moto-Jelcz Oława - KPR ŚRODA WLKP. - Acana Moto-Jelcz Oława II | - MKS Handball Czersk - BSMS Bartoszyce - SPR Wybrzeże I Gdańsk - MLKS Czarni Olecko - UKS Jedynka Morąg - Silvant Handball Elbląg - Miejski Klub Sportowy Krajna Nakło - SMS ZPRP II Kwidzyn - SMS ZPRP III Kwidzyn - SPR Wybrzeże II Gdańsk | - MOKS Słoneczny Stok Białystok - UKS Olimpia Biała Podlaska - Azoty-Puławy II - KS Szczypiorniak Dąbrowa Białostocka - MKS Padwa Zamość II - SMS ZPRP II Płock - SPR APK Handball Team Piaseczno | - ASPR Zawadzkie - SPR Grunwald Ruda Śląska - MKS Ustroń - KS Vive II Kielce - MOSiR Bochnia - Jedynka Myślenice - SMS ZPRP III Kielce - AZS AGH II Kraków - UKS 31 Rokitnica Zabrze - MKS WiRy Siódemka Mysłowice - UKS SMS Wybicki Kielce - Hutnik Kraków - Stal II Mielec |
| Pogrubioną czcionką oznaczono zwycięzców rozgrywek | | | |

### Sezon 2022/2023[4]
| II liga polska w piłce ręcznej mężczyzn w sezonie 2022/2023 | | | |
| Grupa I Dolnośląski WZPR | Grupa II Pomorski WZPR | Grupa III Warszawsko-Mazowiecki WZPR | Grupa IV Śląski WZPR |
| - Żagiew Dzierżoniów - SKS Orlik Brzeg - LKS Komprachcice - UKS Hagard Strzałkowo - Szczypiorniak Gniezno - Lider Swarzędz - UKS Bachus Zielona Góra - SPR Włoszakowice - KS Oleśnica - KS Gwardia II Opole - UKS Spartakus Buk - MSPR Siódemka II Legnica - Acana Oława - GKS Polonia Trzebnica - SSRiR Start Konin - KPR Środa Wlkp | - Sambor Tczew - KU UKW Bydgoszcz - MKS Czersk - BSMS Bartoszyce - AZS Gdańsk - UKS Jedynka Morąg - Wybrzeże II Gdańsk - KS Szczypiorniak II Olsztyn - Pogoń II Szczecin - SMS ZPRP II Kwidzyn - MTS (II) Kwidzyn - MLKS Czarni Olecko | - Anilana II Łódź - UKS Olimpia Biała Podlaska - SPR Nowe Piekuty - Azoty-Puławy II - KS Dąbrowa Białostocka - MKS Padwa (II) Zamość - SMS ZPRP II Płock - UKPR Agrykola Ochota Warszawa - MKS (II) Piotrkowianin | - Grunwald Ruda Śląska - MKS Ustroń - Górnik II Zabrze - KS Vive II Kielce - MOSiR Bochnia - Tężnia Busko-Zdrój - Jedynka Myślenice - SMS ZPRP III Kielce - AZS AGH II Kraków - Rokitnica Zabrze - UKS SMS Wybicki Kielce - Hutnik Kraków - Stal II Mielec |
| Pogrubioną czcionką oznaczono zwycięzców rozgrywek | | | |

### Sezon 2015/2016
| II liga polska w piłce ręcznej mężczyzn w sezonie 2015/2016 | | | |
| Grupa I Dolnośląski WZPR | Grupa II Pomorski WZPR | Grupa III Warszawsko-Mazowiecki WZPR | Grupa IV Śląski WZPR |
| - AZS Uniwersytet Zielonogórski - Bór Oborniki Śląskie - Dziewiątka Legnica - Grunwald Poznań - Lider Swarzędz - OSiR Komprachcice - Polonia Środa Wielkopolska - Sparta Oborniki - Śląsk II Wrocław - Zagłębie II Lubin - Zew Świebodzin - Żagiew Dzierżoniów | - AZS UKW - Borowiak Czersk - Cartusia Kartuzy - Energetyk Gryfino - GKS Żukowo - Gwardia Koszalin - Latocha Agropom Tczew - LKS Kęsowo - MKS Brodnica - SMS Gdańsk - Stal Gorzów Wielkopolski - Szczypiorniak Olsztyn - Tytani Wejherowo - Wybrzeże II Gdańsk | - AZS AWF Biała Podlaska - AZS-AWF Warszawa - AZS UMCS Lublin - AZS Uniwersytet Warszawski - ChKS Łódź - Czarni Regimin - Mazur Sierpc - MKS Wieluń - Pabiks Pabianice - Politechnika Anilana Łódź - Szczypiorniak Dąbrowa Białostocka - Trójka Ostrołęka - Uniwersytet Radom - Włókniarz Konstantynów Łódzki | - ASPR Zawadzkie - Azoty II Puławy - AZS UJK Kielce - AZS Politechnika Świętokrzyska - Gloria Katowice - Grunwald Ruda Śląska - MKS Biłgoraj - Orlik Brzeg - Orzeł Przeworsk - Vive Tauron II Kielce - Wisła Sandomierz - Zagłębie Sosnowiec |
| Pogrubioną czcionką oznaczono zwycięzców rozgrywek | | | |